# Économie présentielle
L’économie présentielle est un concept en géographie économique et sociale forgé au début des années 2000 par une équipe de géographes et économistes de l’Université Paris 1 (notamment Félix Damette, Jacques Scheibling, Laurent Davezies et Christophe Terrier) pour décrire l'économie de proximité fondée sur la population réellement présente sur un territoire qui à la fois produit et consomme localement, générant ainsi une activité économique. Ces études sont nées d'un contexte lié aux mobilités accrues et à l'usage éclaté des temps et des espaces, qui ont progressivement déconnecté les lieux de production des lieux de consommation et d'habitation. Elles dérivent des travaux de réhabilitation de la théorie de la base de consommation, également connue outre-Atlantique sous l'appellation « consumption base theory », laquelle suggère qu'en réduisant les flux monétaires sortants, un territoire accroît son activité et assure sa croissance (théorie alimentant les discours et actions politiques de relocalisation, de revitalisation économique et de localisme),. 
La sphère présentielle regroupe les activités mises en œuvre localement pour la production de biens et services (activités associatives et sportives, organisations artistiques et culturelles comme les musées, sites historiques à visiter, spectacle vivant,  artisanat, BTP, clusters créatifs, commerce de détail, éducation, fonctions publiques territoriales et hospitalières, hôtellerie-restauration, logement, prestations sociales, santé, services financiers et à la personne, transport de voyageurs…) visant la satisfaction des besoins de personnes présentes sur le territoire, qu'elles soient résidentes (économie présentielle résidentielle) ou touristes (économie présentielle touristique dans l'espace littoral, montagnard et rural),.
Ce cadre conceptuel universitaire remet en cause celui de l'analyse économique classique du système productif et de la loi des trois secteurs définie par Colin Clark entre 1924 et 1940, cette vieille trilogie primaire/secondaire/tertiaire étant basée sur les lieux de production traditionnels (usines, services, etc.) et sur l'économie productive ou sphere productive fondée sur des activités qui produisent des biens et des services, dont l'existence dépend majoritairement d'une demande extérieure au territoire et qui sont soumises à la concurrence des activités économiques identiques présentes sur d'autres territoires (agriculture, commerce de gros, énergie, industrie, services aux entreprises, transport de marchandises…). Il vise, par son approche systémique, à mieux rendre compte de la porosité entre ces grands secteurs et des flux économiques qui les parcourent, dans les pays entrés dans l'économie post-industrielle, marqués par d'importantes mutations en termes d'activités et de marché du travail, et où les emplois de la sphère présentielle sont un moteur du développement local et jouent un rôle clé dans les territoires aussi bien ruraux que périurbains et urbains.
Ce concept économique est notamment utilisé par l'Insee qui observe qu'en 2014, la sphère présentielle fournissait en France près de 65 % des emplois dans un bassin de vie sur deux, et est largement repris par de nombreux chercheurs. Celui des trois secteurs reste généralisé dans les grandes nomenclatures internationales (ONU, Banque mondiale…).
Il est également utilisé par les experts et acteurs locaux ou régionaux chargés du développement territorial qui, en se basant sur deux idées reçues selon Laurent Davezies (la métropolisation tentaculaire alors que les métropoles se révèlent fragiles, et la compétition des échelons territoriaux qui serait un facteur de compétitivité nationale), l'interprètent selon leurs positionnements politiques et idéologiques. 

## Une nouvelle approche de l'économie régionale
La science économique régionale, encore nommée géographie économique, se partage en deux approches : l’une prend pour objet principal la localisation des firmes sur le territoire (économie productive), l’autre est centrée sur les populations qui habitent sur ce territoire (économie résidentielle). L’économie résidentielle est basée sur l’idée que la population qui réside sur un territoire génère une activité économique en même temps que des besoins de service. 
Le développement de la mobilité — et en particulier du tourisme — dans le monde moderne modifie notablement le fonctionnement de l'économie présentielle car la population réellement présente sur le territoire devient variable, formée pour partie de résidents et pour partie de séjournants. Cette évolution marque une dissociation significative entre temps et lieux de production et temps et lieux de consommation. Il devenait dès lors nécessaire d’adopter un nom qui ne fasse plus référence aux seuls résidents - qui peuvent eux-mêmes être temporairement absents du territoire -  mais plutôt à l’ensemble des personnes présentes.
À Laurent Davezies qui travaillait sur cette problématique, Christophe Terrier a proposé, en 2002, le nom d’économie présentielle. La première publication utilisant ce terme d’économie présentielle a été présentée par Laurent Davezies au colloque de l’ASRDLF (association régionale de langue française) en septembre 2004. Les travaux de la direction du Tourisme sur l’estimation de la population présente (première publication en mars 2005) ont constitué un apport majeur pour le développement des travaux sur ce nouveau concept. Les travaux de l’Insee sur l’estimation de l’emploi généré par la présence de touristes représentent une nouvelle étape (2006).

## Économie productive et économie présentielle résidentielle et touristique

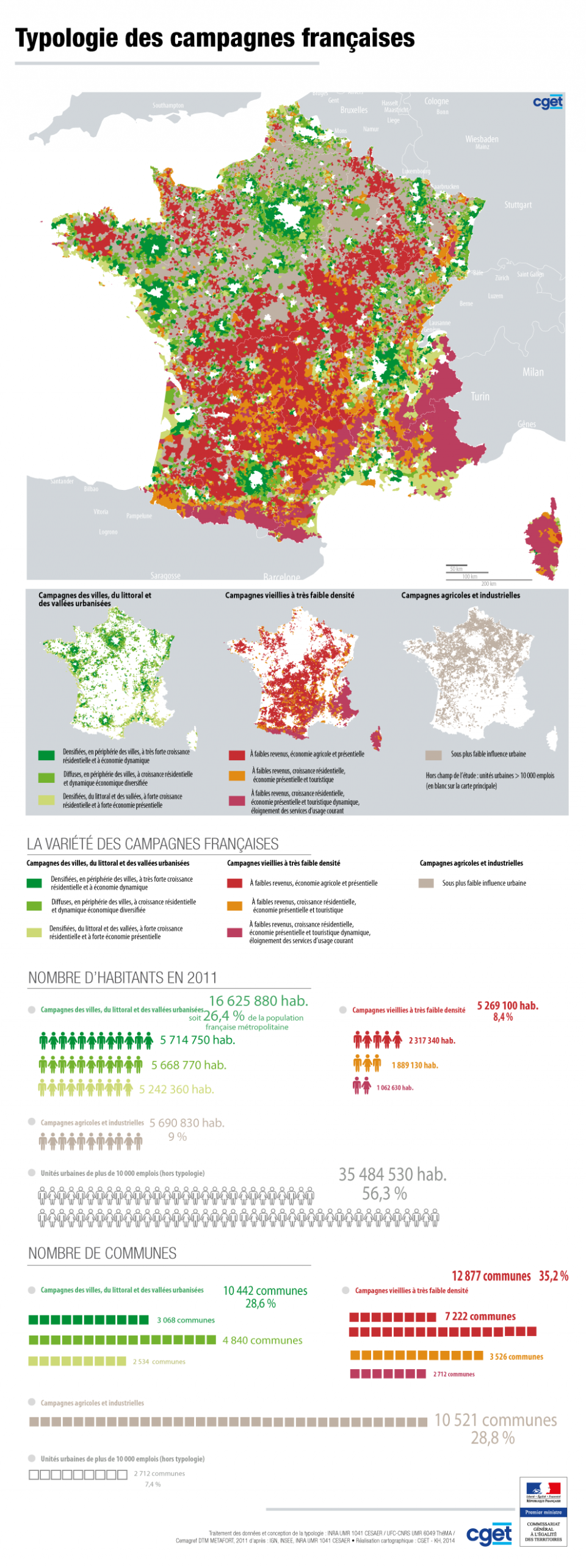
Typologie des campagnes françaises.

Les économies productive et présentielle s'analysent au niveau des territoires ruraux, périurbains et urbains, notamment leur impact sur la croissance économique et la répartition de l'emploi entre la sphère présentielle et la sphère productive. La sphère présentielle, appelée aussi sphère domestique, est caractérisée par la localisation des populations, et la combinaison sphère privée et publique. La sphère productive, appelée aussi sphère non-présentielle, relève quasi exclusivement de l'emploi privé en raison de la concentration géographique des firmes. Cette répartition est le fruit d'arbitrages de politiques d'attractivité : parcs d'activité commerciale, pôles d'excellence rurale, clusters territoriaux (grappes d'entreprises, systèmes productifs locaux). Ces deux sphères ne présentent pas les mêmes effets en matière de développement et leur importance varie beaucoup selon les territoires et les activités en niveau, en composition et en évolution. La sphère présentielle a comme principaux effets positifs et négatifs : une croissance locale tirée par la captation des revenus extérieurs mais dépendante de la concurrence entre les territoires et leurs politiques d'attractivité ; une autonomie des territoires par rapport à la mondialisation mais un développement risqué (évolution des transferts publics, risques environnementaux, effet de congestion…) ; un développement stable basé sur des éléments durables, sur l'instauration d'une relation de confiance entre les acteurs économiques locaux, et sur l'agrégation d'activités autour de pôles de vie (artisanat et commerce alimentaire) qui contribuent au dynamisme des territoires par des effets d'entraînement, mais un développement dissuasif pour la sphère productive (attirer des entreprises et de nouveaux habitants peut conduire à une dégradation de la qualité de vie en raison de la pollution, de l'augmentation du prix du foncier, du conflit avec la population ancienne et l'identité territoriale) ; une solution pour des régions peu attractives pour les activités productives mais qui a souvent un impact modéré sur l'économie locale (limitation des gains de productivité et des rémunérations, contributions faibles aux finances locales).  La partition de l'économie en deux sphères permet ainsi « de mieux comprendre les logiques de spatialisation des activités et de mettre en évidence le degré d'ouverture des systèmes productifs locaux. Elle permet aussi de fournir une grille d'analyse des processus d'externalisation et autres mutations économiques à l'œuvre dans les territoires ». 
En France en 2015, la sphère productive	regroupe 34,6 % des emplois (dont 0,4 % dans le domaine public), la sphère présentielle regroupe les 65,4 % restants (dont 23,7 % dans le domaine public). Les flux monétaires qui viennent irriguer les territoires, sont issus pour 20 % du total de la sphère productive, et pour 80 % de la sphère présentielle (40 % émanant des retraités, habitants actifs et touristes, 20 % des activités publiques — fonctions publiques d’État, des collectivités locales et hospitalières — et 20 % des prestations sociales et médicales. Dans l'économie présentielle, ce n'est pas le renouveau démographique des territoires ruraux « qui joue un rôle, mais essentiellement la présence touristique. Dans le contexte de l'accroissement des mobilités spatiales et de l'augmentation du temps libre, la capacité des territoires à attirer temporairement des individus, au premier rang desquels figurent les touristes, a des incidences sur les économies locales. Le tourisme est ainsi devenu un facteur important de développement économique pour les zones rurales, dissocié des lieux de production. En effet, la localisation des dépenses touristiques, des résidences secondaires et des retraités tend à se concentrer hors des territoires urbains ».

## Traduction en anglais
Le terme « économie présentielle » peut se traduire en anglais par « in-place economy ». Cette traduction est proposée dans le cadre de l'édition de la deuxième version du Thésaurus multilingue du tourisme et des loisirs en cours d'élaboration par l'administration française du tourisme et l'Organisation mondiale du tourisme. 